# میرا بیدوف
میرا بیدوف (انگلیسی: Mira Bjedov؛ زادهٔ ۷ سپتامبر ۱۹۵۵) بازیکن بسکتبال زن اهل یوگسلاوی بود.
وی در مسابقات کشوری و بین‌المللی در مجموع برندهٔ ۱ مدال برنز شده‌است.